# Sông Tiên (Việt Nam)
Sông Tiên là phụ lưu của sông Tranh. Sông Tiên chảy ở vùng đất huyện Tiên Phước, một huyện trung du nằm ở phía Tây tỉnh Quảng Nam, Miền Trung Việt Nam .
Sông Tiên đổ vào sông Tranh ở thị trấn Tân An huyện Hiệp Đức .

## Giới thiệu
Sông Tiên cách thành phố Tam Kỳ, thủ phủ tỉnh Quảng Nam chừng 25 km đường bộ. Miền Trung Việt Nam với địa hình dốc từ núi, dãy Trường Sơn ở phía Tây tiếp giáp Lào, ra biển, biển Đông phía Đông, có nơi chỉ xấp xỉ 40 km đường chim bay như địa phận tỉnh Quảng Bình, nên các dòng sông đều chảy xuôi theo hướng Tây - Đông.
Sông Tiên có chiều dài xấp xỉ 6 km, chiều rộng trung bình 100m (có nơi chỉ 30m) thu nước từ các con suối nhỏ đầu nguồn trên địa bàn như suối Bình An xã Tiên Mỹ chảy qua Tiên Kỳ, suối Cà Đong xã Tiên Thọ và nhiều suối, sông con ở các xã ven sông khác như Tiên cảnh, Tiên Cẩm, Tiên Hà...) rồi nhập lưu với Sông Tranh, đổ về Sông Thu Bồn, ra Cửa Đại (Hôi An) để tuôn ra biển; do vậy Sông Tiên có dòng chảy theo hướng ngược lại, từ Đông về Tây. Do địa hình dốc, dòng hẹp nên Sông Tiên thường dâng nước cao vào mùa lũ và khô cạn vào mùa nắng hạn. Lịch sử ghi nhận vào năm 1964 (Giáp Thìn) một trận lụt lớn gây lở núi lấp dòng khiến nước sông dâng cao đến trên 10m gây ngập lụt dữ dội các xã ven sông.
Do vì; Sông Tiên lại có dòng chảy theo hướng ngược lại, từ Đông về Tây, nên có câu ca dao ghi nhận sự việc khác thường này - Sông Tiên nước chảy ngược dòng. Lấy chồng Tiên Phước đừng mong ngày về! Cái sự "đừng mong ngày về" này có thể chỉ là mượn dòng sông để gửi gắm nỗi lòng của người miền xuôi lấy chồng về mạn ngược mà thôi, còn vùng trung du này (có lẽ là hiếm có trên cả nước) là vùng hội đủ điều kiện về khí hậu, thổ nhưỡng v.v... để các loại cây trồng quý như hồ tiêu (black peper) quế (cinamon) chè (tea) cau (areca)và các loại cây ăn trái ngon như lòn bon (lansium) măng cụt (mangostin), bưởi các loại (shadock)v.v... cùng góp phần làm nên vườn nhà, vườn đồi phong phú hai bên triền sông này.
BC: Bài viết có tham khảo các tài liệu được ấn hành tại Quảng Nam.